# Deuxième circonscription de La Réunion
La deuxième circonscription de La Réunion est l'une des sept circonscriptions législatives de l'île de La Réunion. Elle est représentée du 12 juin 1997 au 7 juillet 2020 par Huguette Bello, députée du PCR. Cette dernière démissionne le 8 juillet 2020, à la suite de son élection comme maire de Saint-Paul. Son colistier Olivier Hoarau étant également élu maire, il ne peut lui succéder, la circonscription est donc sans député jusqu'à l'élection d'une élection législative partielle, remportée le 27 septembre 2020 par Karine Lebon, jusqu'alors conseillère municipale de Saint-Paul.

## Découpage
La deuxième circonscription de La Réunion recouvre les six cantons suivants :
| Canton                  | Commune       |
| ----------------------- | ------------- |
| Canton du Port-1        | Le Port       |
| Canton du Port-2        | Le Port       |
| Canton de La Possession | La Possession |
| Canton de Saint-Paul-1  | Saint-Paul    |
| Canton de Saint-Paul-2  | Saint-Paul    |
| Canton de Saint-Paul-3  | Saint-Paul    |

Elle comprenait également les cantons de Saint-Paul-4, Saint-Paul-5 et Trois-Bassins jusqu'au redécoupage des circonscriptions législatives de 2010, lequel a attribué ces cantons à la 7e circonscription de La Réunion nouvellement créée.

Carte de la deuxième circonscription de La Réunion de 1958 à 1986
Carte de la deuxième circonscription de La Réunion de 1988 à 2012

## Historique des résultats
| Législature | Début de mandat   | Fin de mandat   | Député         | Parti politique | Observations |
| ----------- | ----------------- | --------------- | -------------- | --------------- | --- |
| IXe         | 23 juin 1988      | 12 octobre 1988 | Laurent Vergès | PCR             | Laurent Vergès décède dans un accident de la route le 12 octobre 1988. Il est remplacé à compter du 13 octobre par son suppléant Alexis Pota.                                                                   |
| IXe         | 13 octobre 1988   | 1er avril 1993  | Alexis Pota    | PCR             | Laurent Vergès décède dans un accident de la route le 12 octobre 1988. Il est remplacé à compter du 13 octobre par son suppléant Alexis Pota.                                                                   |
| Xe          | 2 avril 1993      | 14 avril 1996   | Paul Vergès    | PCR             | Paul Vergès est élu au Sénat le 15 avril 1996. Il est remplacé à compter du 15 septembre par son suppléant Claude Hoarau. Mandat écourté à la suite d'une dissolution parlementaire décidée par Jacques Chirac. |
| Xe          | 15 septembre 1996 | 21 avril 1997   | Claude Hoarau  | PCR             | Paul Vergès est élu au Sénat le 15 avril 1996. Il est remplacé à compter du 15 septembre par son suppléant Claude Hoarau. Mandat écourté à la suite d'une dissolution parlementaire décidée par Jacques Chirac. |
| XIe         | 12 juin 1997      | 18 juin 2002    | Huguette Bello | PCR             | |
| XIIe        | 19 juin 2002      | 19 juin 2007    | Huguette Bello | PCR             | |
| XIIIe       | 20 juin 2007      | 19 juin 2012    | Huguette Bello | PCR puis PLR    | |
| XIVe        | 20 juin 2012      | 20 juin 2017    | Huguette Bello | PLR             | |
| XVe         | 21 juin 2017      | 7 juillet 2020  | Huguette Bello | PLR             | Démissionne à la suite de son élection comme maire de Saint-Paul. Maire du Port, démissionne immédiatement. Conseillère municipale de Saint-Paul depuis 2020.                                                   |
| XVe         | 8 juillet 2020    | 8 juillet 2020  | Olivier Hoarau | PLR             | Démissionne à la suite de son élection comme maire de Saint-Paul. Maire du Port, démissionne immédiatement. Conseillère municipale de Saint-Paul depuis 2020.                                                   |
| XVe         | 28 septembre 2020 | 21 juin 2022    | Karine Lebon   | PLR             | Démissionne à la suite de son élection comme maire de Saint-Paul. Maire du Port, démissionne immédiatement. Conseillère municipale de Saint-Paul depuis 2020.                                                   |
| XVIe        | 22 juin 2022      | 9 juin 2024     | Karine Lebon   | PLR             | Mandat écourté à la suite d'une dissolution parlementaire décidée par Emmanuel Macron. |
| XVIIe       | 8 juillet 2024    | En cours        | Karine Lebon   | PLR             | |

## Historique des élections

### Élections de 1958
| | Valère Clément élu       | UNR            | 23 595 | 64,33  |  |  |  |
| | Eugène Agenor Dutremblay | PCR            | 10 281 | 28,03  |  |  |  |
| | Raymond Millot           | SFIO           | 2 800  | 7,63   |  |  |  |
| |                          |                |        |        |  |  |  |
| Inscrits | Inscrits                 | Inscrits       | 49 277 | 100,00 |  |  |  |
| Abstentions | Abstentions              | Abstentions    | 12 000 | 24,35  |  |  |  |
| Votants | Votants                  | Votants        | 37 277 | 75,65  |  |  |  |
| Blancs et nuls | Blancs et nuls           | Blancs et nuls | 601    | 1,61   |  |  |  |
| Exprimés | Exprimés                 | Exprimés       | 36 676 | 98,39  |  |  |  |
| Source : France, Ministère de l'intérieur. Les Elections législatives . Métropole., la Documentation française, 1960 (lire en ligne) |                          |                |        |        |  |  |  |

L'élection est annulée par le conseil constitutionnel au motif d'irrégularités et de fraudes à la suite du manque d'observateurs extérieurs dans les bureaux de vote.

### Élection partiellede 1959
| | Valère Clément sortant réélu | UNR            | 27 737 | 100    |  |  |  |
| |                              |                |        |        |  |  |  |
| Inscrits | Inscrits                     | Inscrits       | 50 028 | 100,00 |  |  |  |
| Abstentions | Abstentions                  | Abstentions    | 18 063 | 36,11  |  |  |  |
| Votants | Votants                      | Votants        | 31 965 | 63,89  |  |  |  |
| Blancs et nuls | Blancs et nuls               | Blancs et nuls | 4 228  | 13,23  |  |  |  |
| Exprimés | Exprimés                     | Exprimés       | 27 737 | 86,77  |  |  |  |
| Source : France, Ministère de l'intérieur. Les Elections législatives . Métropole., la Documentation française, 1963 (lire en ligne) |                              |                |        |        |  |  |  |

### Élections de 1962
| | Marcel Vauthier élu | MRP            | 31 187 | 85,43  |  |  |  |
| | Léon Félicité       | PCR            | 5 318  | 14,57  |  |  |  |
| |                     |                |        |        |  |  |  |
| Inscrits | Inscrits            | Inscrits       | 53 258 | 100,00 |  |  |  |
| Abstentions | Abstentions         | Abstentions    | 16 363 | 30,72  |  |  |  |
| Votants | Votants             | Votants        | 36 895 | 69,28  |  |  |  |
| Blancs et nuls | Blancs et nuls      | Blancs et nuls | 390    | 1,06   |  |  |  |
| Exprimés | Exprimés            | Exprimés       | 36 505 | 98,94  |  |  |  |
| Source : France, Ministère de l'intérieur. Les Elections législatives . Métropole., la Documentation française, 1963 (lire en ligne) |                     |                |        |        |  |  |  |

Le suppléant de Marcel Vauthier était Serge Saint-Alme, conseiller général, maire des Trois-Bassins, Président de l'Association des maires de l'Ouest.

### Élections de 1963
| | Marcel Vauthier sortant réélu | Sans étiquette | 19 519 | 60,13  |  |  |  |
| | Bruny Payet                   | PCR            | 7 936  | 24,45  |  |  |  |
| | Paul Bénard                   | Divers         | 5 008  | 15,43  |  |  |  |
| |                               |                |        |        |  |  |  |
| Inscrits | Inscrits                      | Inscrits       | 53 873 | 100,00 |  |  |  |
| Abstentions | Abstentions                   | Abstentions    | 20 971 | 38,93  |  |  |  |
| Votants | Votants                       | Votants        | 32 902 | 61,07  |  |  |  |
| Blancs et nuls | Blancs et nuls                | Blancs et nuls | 439    | 1,33   |  |  |  |
| Exprimés | Exprimés                      | Exprimés       | 32 463 | 98,67  |  |  |  |
| Source : France, Ministère de l'intérieur. Les Elections législatives . Métropole., la Documentation française, 1963 (lire en ligne) |                               |                |        |        |  |  |  |

### Élections de 1967
| Candidat | Candidat         | Parti          | Premier tour | Premier tour | Second tour | Second tour |  |
| Candidat | Candidat         | Parti          | Voix         | %            | Voix        | %           |  |
| --- | ---------------- | -------------- | ------------ | ------------ | ----------- | ----------- |  |
| | Paul Vergès      | PCR            | 18 515       | 46,32        | 19 445      | 45,14       |  |
| | Gabriel Macé élu | Divers droite  | 15 319       | 38,33        | 23 625      | 54,84       |  |
| | Marc Rivière     | Divers         | 3 982        | 9,96         |             |             |  |
| | Albert Ramassamy | Divers gauche  | 2 154        | 5,39         |             |             |  |
| |                  |                |              |              |             |             |  |
| Inscrits | Inscrits         | Inscrits       | 60 613       | 100,00       | 60 592      | 100,00      |  |
| Abstentions | Abstentions      | Abstentions    | 19 866       | 32,78        | 16 978      | 28,02       |  |
| Votants | Votants          | Votants        | 40 747       | 67,22        | 43 614      | 71,98       |  |
| Blancs et nuls | Blancs et nuls   | Blancs et nuls | 777          | 1,91         | 534         | 1,22        |  |
| Exprimés | Exprimés         | Exprimés       | 39 970       | 98,09        | 43 080      | 98,78       |  |
| Source : France, Ministère de l'intérieur. Les Elections législatives . Métropole., la Documentation française, 1967 (lire en ligne) |                  |                |              |              |             |             |  |

Le suppléant de Gabriel Macé était Joseph Peyret-Forcade, agriculteur à Saint-Leu. Joseph-Peyret-Forcade remplaça Gabriel Macé, décédé, du 13 février au 30 mai 1968.

### Élections de 1968
| | Jean Fontaine élu             | Divers droite  | 24 917 | 60,42  |  |  |  |
| | Paul Vergès                   | PCR            | 14 802 | 35,89  |  |  |  |
| | Marc Rivière                  | Divers         | 1 437  | 3,48   |  |  |  |
| | Joseph Peyret-Forcade sortant | Divers droite  | 81     | 0,20   |  |  |  |
| |                               |                |        |        |  |  |  |
| Inscrits | Inscrits                      | Inscrits       | 61 707 | 100,00 |  |  |  |
| Abstentions | Abstentions                   | Abstentions    | 19 973 | 32,37  |  |  |  |
| Votants | Votants                       | Votants        | 41 734 | 67,63  |  |  |  |
| Blancs et nuls | Blancs et nuls                | Blancs et nuls | 497    | 1,19   |  |  |  |
| Exprimés | Exprimés                      | Exprimés       | 41 237 | 98,81  |  |  |  |
| Source : France, Ministère de l'intérieur. Les Elections législatives . Métropole., la Documentation française, 1974 (lire en ligne) |                               |                |        |        |  |  |  |

### Élections de 1973
| Candidat | Candidat                    | Parti               | Premier tour | Premier tour | Second tour | Second tour |  |
| Candidat | Candidat                    | Parti               | Voix         | %            | Voix        | %           |  |
| --- | --------------------------- | ------------------- | ------------ | ------------ | ----------- | ----------- |  |
| | Paul Vergès                 | PCR                 | 22 252       | 47,85        | 22 590      | 45,90       |  |
| | Jean Fontaine sortant réélu | Divers droite (URP) | 20 200       | 43,44        | 26 622      | 54,10       |  |
| | Edmond René Lauret          | MR                  | 2 377        | 5,11         |             |             |  |
| | A. Fontaine                 | Divers              | 1 670        | 3,59         |             |             |  |
| |                             |                     |              |              |             |             |  |
| Inscrits | Inscrits                    | Inscrits            | 65 488       | 100,00       | 65 610      | 100,00      |  |
| Abstentions | Abstentions                 | Abstentions         | 18 989       | 29           | 16 398      | 24,99       |  |
| Votants | Votants                     | Votants             | 46 499       | 71           | 49 212      | 75,01       |  |
| Blancs et nuls | Blancs et nuls              | Blancs et nuls      | 0            | 0            | 0           | 0           |  |
| Exprimés | Exprimés                    | Exprimés            | 46 499       | 100          | 49 212      | 100         |  |
| Source : France, Ministère de l'intérieur. Les Elections législatives . Métropole., la Documentation française, 1974 (lire en ligne) |                             |                     |              |              |             |             |  |

Le suppléant de Jean Fontaine était Paul Bénard, maire de Saint-Paul, pharmacien, conseiller général du canton de Saint-Paul-1.

### Élections de 1978
|                | Jean Fontaine sortant réélu | UDF (CDS)      | 29 405 | 54,91  |  |  |  |
|                | Paul Vergès                 | PCR            | 24 293 | 45,37  |  |  |  |
|                | Jean-Baptiste Fontaine      | Divers droite  | 2 439  | 4,17   |  |  |  |
|                | Albert Ramassamy            | PS             | 1 657  | 3,09   |  |  |  |
|                | Jean-Baptiste Bonama        | Extrême gauche | 753    | 1,41   |  |  |  |
|                |                             |                |        |        |  |  |  |
| Inscrits       | Inscrits                    | Inscrits       | 81 600 | 100,00 |  |  |  |
| Abstentions    |                             |                |        |        |  |  |  |
| Votants        |                             |                |        |        |  |  |  |
| Blancs et nuls |                             |                |        |        |  |  |  |
| Exprimés       | Exprimés                    | Exprimés       | 58 547 |        |  |  |  |

Le suppléant de Jean Fontaine était Paul Bénard.

### Élections de 1981
| Candidat       | Candidat                    | Parti               | Premier tour | Premier tour | Second tour | Second tour |  |
| Candidat       | Candidat                    | Parti               | Voix         | %            | Voix        | %           |  |
| -------------- | --------------------------- | ------------------- | ------------ | ------------ | ----------- | ----------- |  |
|                | Paul Vergès                 | PCR                 | 25 788       | 44,19        | 31 877      | 49,55       |  |
|                | Jean Fontaine sortant réélu | Divers droite (UNM) | 25 273       | 43,30        | 32 453      | 50,45       |  |
|                | Daniel Cadet                | PS                  | 6 068        | 10,40        |             |             |  |
|                | Jean Perreau-Pradier        | Divers droite       | 1 232        | 2,11         |             |             |  |
|                |                             |                     |              |              |             |             |  |
| Inscrits       | Inscrits                    | Inscrits            | 84 474       | 100,00       | 84 432      | 100,00      |  |
| Abstentions    | Abstentions                 | Abstentions         | 25 439       | 30,11        | 19 035      | 22,54       |  |
| Votants        | Votants                     | Votants             | 59 035       | 69,89        | 65 397      | 77,46       |  |
| Blancs et nuls | Blancs et nuls              | Blancs et nuls      | 674          | 1,14         | 1 067       | 1,63        |  |
| Exprimés       | Exprimés                    | Exprimés            | 58 361       | 98,86        | 64 330      | 98,37       |  |

### Élections de 1988
|                | Laurent Vergès sortant réélu | PCR            | 21 051 | 56,89  |  |  |  |
|                | Jean-Marc Benard             | Divers droite  | 11 163 | 30,17  |  |  |  |
|                | Gabriel Armoudom             | PS             | 3 858  | 10,43  |  |  |  |
|                | Georges Rivière              | Divers droite  | 928    | 2,51   |  |  |  |
|                |                              |                |        |        |  |  |  |
| Inscrits       | Inscrits                     | Inscrits       | 58 344 | 100,00 |  |  |  |
| Abstentions    | Abstentions                  | Abstentions    | 20 214 | 34,65  |  |  |  |
| Votants        | Votants                      | Votants        | 38 130 | 65,35  |  |  |  |
| Blancs et nuls | Blancs et nuls               | Blancs et nuls | 1 130  | 2,96   |  |  |  |
| Exprimés       | Exprimés                     | Exprimés       | 37 000 | 97,04  |  |  |  |

Laurent Vergès est décédé le 12 octobre 1988. Son suppléant, Alexis Pota, médecin à Saint-Paul, conseiller régional, le remplace du 13 octobre 1988 au 1er avril 1993.
Alexis Pota quitte le Parti communiste réunionnais en 1989 et siège comme non-inscrit.

### Élections de 1993
| Candidat       | Candidat              | Parti          | Premier tour | Premier tour | Second tour | Second tour |  |
| Candidat       | Candidat              | Parti          | Voix         | %            | Voix        | %           |  |
| -------------- | --------------------- | -------------- | ------------ | ------------ | ----------- | ----------- |  |
|                | Paul Vergès élu       | PCR            | 16 827       | 47,75        | 24 460      | 54,89       |  |
|                | Jean-François Bosviel | RPR (UPF)      | 8 355        | 23,71        | 20 105      | 45,11       |  |
|                | Alexis Pota           | Divers droite  | 4 131        | 11,72        |             |             |  |
|                | Laurence Caille       | Divers droite  | 1 957        | 5,55         |             |             |  |
|                | Christian Félicité    | PS (ADFP)      | 1 748        | 4,96         |             |             |  |
|                | Maurice Fautrelle     | Divers         | 954          | 2,71         |             |             |  |
|                | Jean-Baptiste Baret   | Divers         | 784          | 2,22         |             |             |  |
|                | Georges Rivière       | Divers         | 482          | 1,37         |             |             |  |
|                |                       |                |              |              |             |             |  |
| Inscrits       | Inscrits              | Inscrits       | 67 709       | 100,00       | 67 696      | 100,00      |  |
| Abstentions    | Abstentions           | Abstentions    | 30 086       | 44,43        | 20 906      | 30,88       |  |
| Votants        | Votants               | Votants        | 37 623       | 55,57        | 46 790      | 69,12       |  |
| Blancs et nuls | Blancs et nuls        | Blancs et nuls | 2 385        | 6,34         | 2 225       | 4,76        |  |
| Exprimés       | Exprimés              | Exprimés       | 35 238       | 93,66        | 44 565      | 95,24       |  |

Paul Vergès est élu Sénateur le 15 avril 1996.

### Élection législative partielle de 1996
| Candidat       | Candidat           | Parti          | Premier tour | Premier tour | Second tour | Second tour |  |
| Candidat       | Candidat           | Parti          | Voix         | %            | Voix        | %           |  |
| -------------- | ------------------ | -------------- | ------------ | ------------ | ----------- | ----------- |  |
|                | Claude Hoarau élu  | PCR            | 17 337       | 47,66        | 26 409      | 55,98       |  |
|                | Margie Sudre       | Divers droite  | 15 459       | 42,5         | 20 764      | 44,02       |  |
|                | Bernard Law-Waï    | Divers droite  | 1 194        | 3,28         |             |             |  |
|                | Jean-Max Nativel   | Divers gauche  | 921          | 2,53         |             |             |  |
|                | Émile Chane-Tou-Ky | Divers droite  | 801          | 2,2          |             |             |  |
|                | Pascal Besnard     | FN             | 662          | 1,82         |             |             |  |
|                |                    |                |              |              |             |             |  |
| Inscrits       | Inscrits           | Inscrits       | 74 743       | 100,00       | 74 742      | 100,00      |  |
| Abstentions    | Abstentions        | Abstentions    | 35 266       | 47,18        | 24 638      | 32,96       |  |
| Votants        | Votants            | Votants        | 39 477       | 52,82        | 50 104      | 67,04       |  |
| Blancs et nuls | Blancs et nuls     | Blancs et nuls | 3 103        | 7,86         | 2 931       | 5,85        |  |
| Exprimés       | Exprimés           | Exprimés       | 36 374       | 92,14        | 47 173      | 94,15       |  |

### Élections de 1997
| Candidat       | Candidat            | Parti          | Premier tour | Premier tour | Second tour | Second tour |  |
| Candidat       | Candidat            | Parti          | Voix         | %            | Voix        | %           |  |
| -------------- | ------------------- | -------------- | ------------ | ------------ | ----------- | ----------- |  |
|                | Huguette Bello élue | PCR            | 17 049       | 51,36        | 27 648      | 61,76       |  |
|                | Joseph Sinimalé     | RPR            | 10 211       | 30,76        | 17 120      | 38,24       |  |
|                | Karl Bellon         | Divers gauche  | 1 831        | 5,52         |             |             |  |
|                | François Esquer     | Les Verts      | 981          | 2,96         |             |             |  |
|                | Christian Tessier   | Divers droite  | 873          | 2,63         |             |             |  |
|                | Georges Rivière     | Divers gauche  | 626          | 1,89         |             |             |  |
|                | Jean Lougon         | Divers droite  | 591          | 1,78         |             |             |  |
|                | Thérèse Alavin      | FN             | 586          | 1,77         |             |             |  |
|                | Émile Chane-Tou-Ky  | Divers droite  | 234          | 0,7          |             |             |  |
|                | Michel Caubet       | PLN            | 215          | 0,65         |             |             |  |
|                |                     |                |              |              |             |             |  |
| Inscrits       | Inscrits            | Inscrits       | 75 781       | 100,00       | 75 759      | 100,00      |  |
| Abstentions    | Abstentions         | Abstentions    | 39 496       | 52,12        | 27 074      | 35,74       |  |
| Votants        | Votants             | Votants        | 36 285       | 47,88        | 48 685      | 64,26       |  |
| Blancs et nuls | Blancs et nuls      | Blancs et nuls | 3 088        | 8,51         | 3 917       | 8,05        |  |
| Exprimés       | Exprimés            | Exprimés       | 33 197       | 91,49        | 44 768      | 91,95       |  |

Le suppléant de Huguette Bello était Ary Mardénalom, de Saint-Paul.

### Élections de 2002
| Candidat       | Candidat                       | Parti             | Premier tour | Premier tour | Second tour | Second tour |  |
| Candidat       | Candidat                       | Parti             | Voix         | %            | Voix        | %           |  |
| -------------- | ------------------------------ | ----------------- | ------------ | ------------ | ----------- | ----------- |  |
|                | Huguette Bello sortante réélue | PCR (PS)          | 20 402       | 43,63        | 29 518      | 54,05       |  |
|                | Alain, Robert Benard           | UMP               | 18 019       | 38,53        | 25 094      | 45,95       |  |
|                | Henri Vergoz                   | Divers droite     | 3 573        | 7,64         |             |             |  |
|                | Denise Caro                    | Divers gauche     | 989          | 2,11         |             |             |  |
|                | Cyrille Lebon                  | Les Verts         | 814          | 1,74         |             |             |  |
|                | Daniel Meray                   | FN                | 627          | 1,34         |             |             |  |
|                | Clovis Pavaye                  | Divers gauche     | 612          | 1,31         |             |             |  |
|                | Bernard Law-Wai                | Divers            | 446          | 0,95         |             |             |  |
|                | Linda Payet                    | LO                | 365          | 0,78         |             |             |  |
|                | Jacques Dijoux                 | Divers droite     | 333          | 0,71         |             |             |  |
|                | Solange Sava                   | MNR               | 239          | 0,51         |             |             |  |
|                | Jean-Luc Spanek                | Divers écologiste | 208          | 0,44         |             |             |  |
|                | Marie-Jeanne Payet             | Régionaliste      | 137          | 0,29         |             |             |  |
|                |                                |                   |              |              |             |             |  |
| Inscrits       | Inscrits                       | Inscrits          | 92 147       | 100,00       | 92 144      | 100,00      |  |
| Abstentions    | Abstentions                    | Abstentions       | 43 212       | 46,89        | 34 675      | 37,63       |  |
| Votants        | Votants                        | Votants           | 48 935       | 53,11        | 57 469      | 62,37       |  |
| Blancs et nuls | Blancs et nuls                 | Blancs et nuls    | 2 171        | 4,44         | 2 857       | 4,97        |  |
| Exprimés       | Exprimés                       | Exprimés          | 46 764       | 95,56        | 54 612      | 95,03       |  |

Le suppléant de Huguette Bello était Ary Mardénalom.

### Élections de 2007
| Candidat       | Candidat                       | Parti          | Premier tour | Premier tour | Second tour | Second tour |  |
| Candidat       | Candidat                       | Parti          | Voix         | %            | Voix        | %           |  |
| -------------- | ------------------------------ | -------------- | ------------ | ------------ | ----------- | ----------- |  |
|                | Huguette Bello sortante réélue | PCR            | 22 204       | 46,67        | 34 911      | 59,61       |  |
|                | Alain Bénard                   | Divers droite  | 17 018       | 35,77        | 23 657      | 40,39       |  |
|                | Aline Tamon                    | PS             | 2 993        | 6,29         |             |             |  |
|                | Jean-Yves Morel                | UDF–MoDem      | 2 073        | 4,36         |             |             |  |
|                | Jean Erpeldinger               | Les Verts      | 1 663        | 3,5          |             |             |  |
|                | Christian Benard               | Divers         | 648          | 1,36         |             |             |  |
|                | Philippe Azema                 | LCR            | 436          | 0,92         |             |             |  |
|                | Jean-Dominique Romely          | Divers         | 385          | 0,81         |             |             |  |
|                | Christophe Fagard              | Divers         | 159          | 0,33         |             |             |  |
|                |                                |                |              |              |             |             |  |
| Inscrits       | Inscrits                       | Inscrits       | 108 180      | 100,00       | 108 157     | 100,00      |  |
| Abstentions    | Abstentions                    | Abstentions    | 57 594       | 53,24        | 45 857      | 42,4        |  |
| Votants        | Votants                        | Votants        | 50 586       | 46,76        | 62 300      | 57,6        |  |
| Blancs et nuls | Blancs et nuls                 | Blancs et nuls | 3 007        | 5,94         | 3 732       | 5,99        |  |
| Exprimés       | Exprimés                       | Exprimés       | 47 579       | 94,06        | 58 568      | 94,01       |  |

### Élections de 2012
|                | Huguette Bello sortante réélue | PLR            | 25 734 | 67,14  |  |  |  |
|                | Jean-Yves Langenier            | PCR            | 5 485  | 14,31  |  |  |  |
|                | Sandra Sinimale                | UMP            | 2 820  | 7,36   |  |  |  |
|                | Laurence Lougnon               | PS             | 1 164  | 3,04   |  |  |  |
|                | Nelly Buchle                   | MoDem          | 959    | 2,5    |  |  |  |
|                | Nila Minatchy                  | EÉLV           | 812    | 2,12   |  |  |  |
|                | Élie Taieb                     | FN             | 656    | 1,71   |  |  |  |
|                | Patrick Loiseau                | FG (PCF)       | 278    | 0,73   |  |  |  |
|                | Élizabeth Ducarouge            | DLR            | 185    | 0,48   |  |  |  |
|                | Guillaume Kobéna               | Divers gauche  | 85     | 0,22   |  |  |  |
|                | CorinneBaïkiom                 | Divers droite  | 83     | 0,22   |  |  |  |
|                | Mickaël Hoareau                | LO             | 67     | 0,17   |  |  |  |
|                |                                |                |        |        |  |  |  |
| Inscrits       | Inscrits                       | Inscrits       | 84 036 | 100,00 |  |  |  |
| Abstentions    | Abstentions                    | Abstentions    | 44 155 | 52,54  |  |  |  |
| Votants        | Votants                        | Votants        | 39 881 | 47,46  |  |  |  |
| Blancs et nuls | Blancs et nuls                 | Blancs et nuls | 1 553  | 3,89   |  |  |  |
| Exprimés       | Exprimés                       | Exprimés       | 38 328 | 96,11  |  |  |  |

### Élections de 2017
|                                                                            |                                                                         |                           |                           |                          |                          |
|                                                                            |                                                                         | Premier tour 11 juin 2017 | Premier tour 11 juin 2017 | Second tour 18 juin 2017 | Second tour 18 juin 2017 |
|                                                                            |                                                                         |                           |                           |                          |                          |
|                                                                            |                                                                         | Nombre                    | % des inscrits            | Nombre                   | % des inscrits           |
| Inscrits                                                                   | Inscrits                                                                | 92 710                    | 100,00                    | 92 710                   | 100,00                   |
| Abstentions                                                                | Abstentions                                                             | 62 876                    | 67,82                     | 56 274                   | 60,70                    |
| Votants                                                                    | Votants                                                                 | 29 834                    | 32,18                     | 36 436                   | 39,30                    |
|                                                                            |                                                                         |                           | % des votants             |                          | % des votants            |
| Bulletins blancs                                                           | Bulletins blancs                                                        | 989                       | 3,32                      | 1 405                    | 3,86                     |
| Bulletins nuls                                                             | Bulletins nuls                                                          | 1 038                     | 3,48                      | 1 657                    | 4,55                     |
| Suffrages exprimés                                                         | Suffrages exprimés                                                      | 27 807                    | 93,21                     | 33 374                   | 91,60                    |
|                                                                            |                                                                         |                           |                           |                          |                          |
| Candidat Étiquette politique (partis et alliances)                         | Candidat Étiquette politique (partis et alliances)                      | Voix                      | % des exprimés            | Voix                     | % des exprimés           |
|                                                                            |                                                                         |                           |                           |                          |                          |
|                                                                            | Huguette Bello (députée sortante) Pour La Réunion - La France insoumise | 15 871                    | 57,08                     | 24 559                   | 73,59                    |
|                                                                            | Cyrille Melchior Les Républicains                                       | 5 663                     | 20,37                     | 8 815                    | 26,41                    |
|                                                                            | Stéphane Randrianarivelo Mouvement démocrate                            | 2 077                     | 7,47                      |                          |                          |
|                                                                            | Indiana Ouënne Front national                                           | 1 186                     | 4,27                      |                          |                          |
|                                                                            | Marie-Gertrude Carpanin Divers droite                                   | 1 028                     | 3,70                      |                          |                          |
|                                                                            | Charles Moyac Écologiste                                                | 1 027                     | 3,69                      |                          |                          |
|                                                                            | Alix Jean Mera Divers droite                                            | 421                       | 1,51                      |                          |                          |
|                                                                            | Britt Boutboul Divers (Union populaire républicaine)                    | 271                       | 0,97                      |                          |                          |
|                                                                            | Christophe Vigne Lutte ouvrière                                         | 263                       | 0,95                      |                          |                          |
| Source : Ministère de l'Intérieur - Deuxième circonscription de La Réunion |                                                                         |                           |                           |                          |                          |

### Élection partielle de 2020
| Candidat                 | Candidat                 | Parti                    | Premier tour | Premier tour | Premier tour | Second tour | Second tour | Second tour |  |
| Candidat                 | Candidat                 | Parti                    | Voix         | %            | +/-          | Voix        | %           | +/-         |  |
| ------------------------ | ------------------------ | ------------------------ | ------------ | ------------ | ------------ | ----------- | ----------- | ----------- |  |
|                          | Karine Lebon             | PLR-PCR-PS-LFI           | 7 069        | 52,15        | 4,93         | 12 177      | 71,96       | 1,63        |  |
|                          | Audrey Fontaine          | DVD                      | 2 145        | 15,83        | Nv.          | 4 746       | 28,04       | Nv.         |  |
|                          | Philippe Robert          | PCR diss.                | 839          | 6,19         | Nv.          |             |             |             |  |
|                          | Alain Bénard             | OR-LR                    | 733          | 5,41         | 14,96        |             |             |             |  |
|                          | Patrick Serveaux         | DIV                      | 650          | 4,80         | Nv.          |             |             |             |  |
|                          | Jean-François Nativel    | DIV                      | 519          | 3,83         | Nv.          |             |             |             |  |
|                          | Charles Moyac            | EELV                     | 441          | 3,25         | 0,44         |             |             |             |  |
|                          | Laurence Lougnon         | LPA-MoDem                | 268          | 1,98         | 5,49         |             |             |             |  |
|                          | Michelle Lartin-Graja    | RN                       | 214          | 1,58         | 2,69         |             |             |             |  |
|                          | Jacques Elie Dijoux      | DVD                      | 194          | 1,43         | Nv.          |             |             |             |  |
|                          | Hary Grondin             | DIV                      | 191          | 1,41         | Nv.          |             |             |             |  |
|                          | Davilla Verdun           | DVD                      | 153          | 1,13         | Nv.          |             |             |             |  |
|                          | Rémy Massain             | PRG                      | 111          | 0,82         | Nv.          |             |             |             |  |
|                          | Jean-Philippe Desby      | DIV                      | 27           | 0,20         | Nv.          |             |             |             |  |
|                          |                          |                          |              |              |              |             |             |             |  |
| Suffrages exprimés       | Suffrages exprimés       | Suffrages exprimés       | 13 554       | 92,98        |              | 16 923      | 93,09       |             |  |
| Votes blancs             | Votes blancs             | Votes blancs             | 450          | 3,09         | 479          | 2,64        |             |             |  |
| Votes nuls               | Votes nuls               | Votes nuls               | 574          | 3,94         | 776          | 4,27        |             |             |  |
| Total                    | Total                    | Total                    | 14 578       | 100          | -            | 18 178      | 100         | -           |  |
| Abstentions              | Abstentions              | Abstentions              | 81 650       | 84,85        |              | 78 079      | 81,12       |             |  |
| Inscrits / participation | Inscrits / participation | Inscrits / participation | 96 228       | 15,15        | 96 257       | 18,88       |             |             |  |

### Élections de 2022
| Résultats des élections législatives des 12 et 19 juin 2022 de la 2e circonscription de la Réunion |                          |                          |                          |              |              |             |             |
| Candidat                                                                                           | Candidat                 | Parti                    | Nuance                   | Premier tour | Premier tour | Second tour | Second tour |
| Candidat                                                                                           | Candidat                 | Parti                    | Nuance                   | Voix         | %            | Voix        | %           |
| | Karine Lebon             | PLR (NUPES)              | DVG                      | 10 091       | 42,89        | 18 164      | 69,39       |
| | Audrey Fontaine          | UDI (UDC)                | UDI                      | 3 085        | 13,11        | 8 013       | 30,61       |
| | Erick Fontaine           | SE                       | REG                      | 2 957        | 12,57        |             |             |
| | Michèle Graja            | RN                       | RN                       | 1 926        | 8,19         |             |             |
| | Karine Infante           | SE                       | REG                      | 1 183        | 5,03         |             |             |
| | Vincent Defaud           | GE                       | ECO                      | 1 062        | 4,51         |             |             |
| | Virginie Peron           | SE                       | REG                      | 1 058        | 4,50         |             |             |
| | Sullaiman Soilihi        | SE                       | DXG                      | 668          | 2,84         |             |             |
| | Alix Mera                | DLF (UPF)                | DSV                      | 534          | 2,24         |             |             |
| | Stéphane Chen-Tzu-Kuong  | REC                      | REC                      | 467          | 1,99         |             |             |
| | Nicolas Legentil         | LO                       | DXG                      | 231          | 0,98         |             |             |
| | Véronique Ferrier        | SE                       | DVD                      | 145          | 0,62         |             |             |
| | Emmanuel Georgette       | ADRS                     | DIV                      | 118          | 0,50         |             |             |
| | Laurent-Philippe Hoarau  | SE                       | DIV                      | 0            | 0,00         |             |             |
| Votes valides                                                                                      | Votes valides            | Votes valides            | Votes valides            | 23 525       | 93,05        | 26 177      | 90,66       |
| Votes blancs                                                                                       | Votes blancs             | Votes blancs             | Votes blancs             | 885          | 3,50         | 1 205       | 4,17        |
| Votes nuls                                                                                         | Votes nuls               | Votes nuls               | Votes nuls               | 873          | 3,45         | 1 492       | 5,17        |
| Total                                                                                              | Total                    | Total                    | Total                    | 25 283       | 100          | 28 874      | 100         |
| Abstention                                                                                         | Abstention               | Abstention               | Abstention               | 73 673       | 74,45        | 70 114      | 70,83       |
| Inscrits / participation                                                                           | Inscrits / participation | Inscrits / participation | Inscrits / participation | 98 956       | 25,55        | 98 988      | 29,17       |

### Élections de 2024
| Candidat                 | Candidat                 | Parti et coalition       | Nuance                   | Premier tour | Premier tour | Second tour | Second tour |
| Candidat                 | Candidat                 | Parti et coalition       | Nuance                   | Voix         | %            | Voix        | %           |
| ------------------------ | ------------------------ | ------------------------ | ------------------------ | ------------ | ------------ | ----------- | ----------- |
|                          | Karine Lebon             | PLR (NFP)                | UG                       | 19 068       | 47,72        | 28 500      | 67,46       |
|                          | Christelle Bègue         | RN                       | RN                       | 8 513        | 21,31        | 13 749      | 32,54       |
|                          | Érick Fontaine           | SE                       | DIV                      | 6 406        | 16,03        |             |             |
|                          | Jean-Yves Morel          | SE                       | DVD                      | 3 415        | 8,55         |             |             |
|                          | Claude Moutouallaguin    | REC                      | REC                      | 750          | 1,88         |             |             |
|                          | Alix Mera                | DLF                      | DSV                      | 699          | 1,75         |             |             |
|                          | Nelly Actif              | LO                       | EXG                      | 617          | 1,54         |             |             |
|                          | Fabienne Faldon          | SE                       | DIV                      | 489          | 1,22         |             |             |
|                          |                          |                          |                          |              |              |             |             |
| Votes valides            | Votes valides            | Votes valides            | Votes valides            | 39 957       | 93,22        | 42 249      | 91,98       |
| Votes blancs             | Votes blancs             | Votes blancs             | Votes blancs             | 1 504        | 3,51         | 2 019       | 4,40        |
| Votes nuls               | Votes nuls               | Votes nuls               | Votes nuls               | 1 401        | 3,27         | 1 664       | 3,62        |
| Total                    | Total                    | Total                    | Total                    | 42 862       | 100          | 45 932      | 100         |
| Abstention               | Abstention               | Abstention               | Abstention               | 58 881       | 57,87        | 55 812      | 54,86       |
| Inscrits / participation | Inscrits / participation | Inscrits / participation | Inscrits / participation | 101 743      | 42,13        | 101 744     | 45,14       |